# Mario Ugo Gordesco
Mario Gordesco (Arcola, 12 dicembre 1884 – Bushehr, 13 aprile 1920) è stato un militare e aviatore italiano, Pioniere dell'Aeronautica Italiana Gli è stato intitolato l'Aeroporto Militare di Furbara, sede del 17º Stormo Incursori dell'Aeronautica Militare. È considerato uno dei pionieri del volo italiano..

## Biografia
Nacque a Arcola, provincia della Spezia il 12 dicembre 1884, figlio di Amos e Alberta Putti. Assolto il servizio di leva nel Regio Esercito nei primi anni del 1900, giovanissimo lasciò l'Italia per Parigi. Appassionato di automobili, conobbe i fratelli Fernand e Louis Renault, venne assunto nella casa automobilistica e ne diventò direttore tecnico delle officine. Girando da aerodromi a officine aeronautiche, iniziò l'amore per il volo, e nel 1911 conseguì il primo brevetto di volo in Francia.
Al seguito del generale Demetrio Cordero di Montezemolo, alla ricerca di persone adatte a ricoprire ruoli nei costituendi reparti automobilistici e aeronautici dell’esercito, nel 1911 decise di arruolarsi nel Regio Esercito. Nel marzo di quell'anno conseguì il grado di sottotenente, assegnato al 3º Reggimento bersaglieri. Partecipò alla guerra italo-turca, in Libia, dove per la prima volta venivano utilizzati dall'esercito automobili, aerei e sistemi radio in operazioni di guerra.
Nel maggio 1912, rientrò in Italia e passò in forza al Servizio Aeronautico, allora dipendente dall'Arma del Genio, frequentando la Scuola Caproni di Somma Lombardo dove conseguì il brevetto di pilota.
Il 9 ottobre 1912 a Vizzola Ticino, durante il collaudo di un apparecchio Caproni, fu coinvolto in un incidente nel quale si ferì alla testa mentre ne rimase vittima il capo motorista della scuola Francesco Piccoli.
Diventò direttore dell’aerodromo di Vizzola Ticino e nel 1914 andò in Libia, dove per le sue qualità tecniche e organizzative seppe impegnare al massimo i pochi mezzi aerei a disposizione.
Al campo di aviazione di Aviano il 14 giugno 1914 conseguì il brevetto di pilota militare.
Il 6 luglio 1914 inaugurò la Scuola Militare di Aviazione nel nuovo campo della Comina (Pordenone), insieme con altri aerei, provenienti dalla scuola di Aviano, compiendo brillanti voli dimostrativi.
Fu nominato capitano nel luglio 1914.

Diventò istruttore aerei da caccia in varie scuole: Scuola di San Giusto a Coltano, Scuola della Malpensa e nel Campo di Addestramento Aviazione Cascina Costa (Samarate) nei quali ebbe occasione di istruire al volo, su aerei da caccia, molti futuri assi dell’aviazione italiana della prima guerra mondiale.

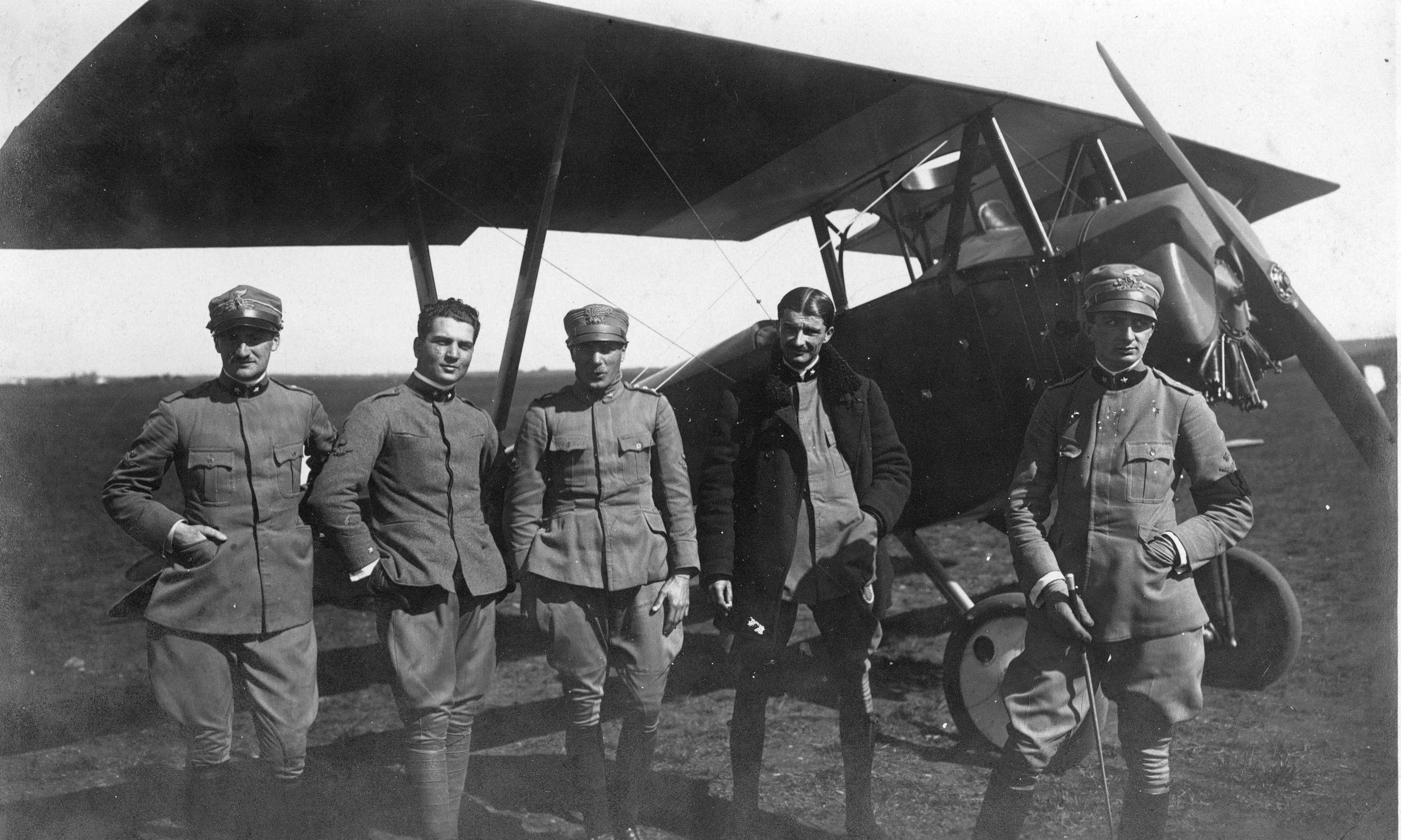
Gordesco istruttore alla Scuola di addestramento Aviazione Cascina Costa (Samarate VA). Da sinistra il Sottotenente Alessandro Buzio, il Tenente Luigi Olivi, il Capitano Mario Gordesco, Fulco Ruffo di Calabria ed Adriano Bacula.

### Servizio in guerra
I campi scuola non fanno per lui: il 18 agosto 1916 si arruola volontario nella 75ª Squadriglia caccia, facente parte del III gruppo (poi 3º Gruppo caccia terrestre) sul Campo di aviazione di Verona-Tombetta col compito della difesa aerea di Verona. Fa numerosi voli di ricognizione e di scorta, è di temperamento magnanimo tanto che un giorno a Verona, durante il rientro da una scorta, ai limiti dell'autonomia, preferisce far atterrare un bombardiere, rischiando sia il suo aereo sia la vita: è solo ferito e atterra sui vagoni ferroviari.
Passa nel gennaio 1917 alla 76ª Squadriglia caccia, famoso il suo aereo con la scritta “Due di coppe”.
Nel marzo 1917 diventa comandante della 80ª Squadriglia caccia sul campo di Santa Maria la Longa al servizio del I Gruppo a disposizione della 3ª Armata (Regio Esercito). L’80ª Squadriglia caccia viene ricordata quando, in un primo momento disegnò, sugli aerei Nieuport 11 (detti bebè), gli stravaganti personaggi dei fumetti Fortunelli che in seguito, frutto di critiche del comando aeronautico, Nieuport 17 adottò la stella bianca su campo rosso.
Il 30 aprile 1917, il capitano Gordesco viene trasferito, insieme alla 80ª Squadriglia caccia e alla 77ª Squadriglia aeroplani nel campo di Aiello del Friuli (“l’arido campo di Aiello”, “quel triste campo di Aiello che fu tante volte la mia sosta di fortuna tra l’Ermada e la Comina”, Dov’è il mio buon capitano Gordesco, dagli occhi di gatto selvatico, dall’arguzia crepitante come il sale nel fuoco pugnace?” Gabriele D'Annunzio). Le due squadriglie formavano il XIII Gruppo (poi 13º Gruppo caccia) al comando del capitano Gordesco, che ebbe anche la responsabilità di comando del campo. Assieme ai piloti delle squadriglie aveva con sé 64 militari di servizio utilizzati nelle officine di manutenzione e riparazione degli aerei.
Le squadriglie di Aiello furono molto attive durante l’offensiva del maggio 1917 e il capitano Gordesco venne encomiato con atto del Duca d'Aosta, comandante della III armata, il 13 giugno 1917 “Comandante del campo di Aiello, durante l’offensiva del maggio 1917, il suo mirabile sentimento del dovere seppe con tanto squisito e con il personale esempio, trasfondere ai suoi dipendenti, così che dalle due squadriglie da caccia fu assolto con fervido entusiasmo ed amorosa costanza un lavoro grave di pericolo e proficuo di prezioso rendimento”.
Il 18 giugno a Santa Maria la Longa si svolge la festa dei Bersaglieri e Gabriele D'Annunzio invitato a parlare, ha in simpatia il comandante Gordesco, lo qualifica “non vacca gordesca, ma primaticcia e irrequieta”. Gordesco risponde allo scherzo rovesciando sul cranio lucente di D’Annunzio un intero secchio d’acqua, macchiando l’alto bavero della giubba che il Poeta chiama collare. Gabriele non se la prende, scoppia in una risata e poi continua imperterrito il suo discorso.
Il 20 agosto 1917 Gordesco abbatte a Komen un aereo nemico e fu nello stesso giorno che Gabriele D'Annunzio fu costretto ad atterrare tre volte al campo di Aiello per riparare il suo bombardiere.
Nel settembre 1917 si aggiunse ad Aiello anche la 84ª Squadriglia e nonostante i mezzi aerei, in gran parte obsoleti e inadeguati, furono compiuti numerosissimi voli di scorta, ricognizione e furono ottenute molte vittorie, senza perdite nei combattimenti.
Vennero però i giorni di Caporetto, durante la ritirata Gordesco è l'unico comandante che con due squadriglie fa servizio per tutta la terza armata, di giorno e di notte, in qualsiasi condizione atmosferica, allo scopo di proteggere la fanteria.
Il 24 ottobre 1917 e il giorno seguente fu dato l’ordine di sgombero del campo che fu bruciato e abbandonato il 27 ottobre. La 84ª Squadriglia abbandonò gli obsoleti aerei Nieuport 11 (bebè) e fu costretta a distruggere anche tre aerei ancora imballati (due Nieuport 17 e uno SPAD S.VII).
Il 3 novembre 1917 le squadriglie si erano ritirate, dapprima alla Comina (Friuli-Venezia Giulia), poi ad Arcade e infine a Marcon, presso Mestre.
Gordesco comandò il Campo di Marcon http://www.alisto.eu/file/campo-di-volo-marcon in grande armonia con tutti i suoi uomini (come ricordato nel libro “Gli amici di Marcon”) fino al marzo 1918, quando lasciò il campo per assumere il comando della Scuola da Caccia di Furbara (RM), frazione di Cerveteri e sede di uno dei più antichi aeroporti d'Italia. È qui infatti che ha sede la Scuola di Acrobazia dove lo stesso Gordesco, nel giugno 1918, ricopre l'incarico di Capo Istruttore; dove addestrò numerosi piloti provenienti dalle prestigiose università americane, i “famosi cacciatori dell’aria”  che in seguito si fecero onore nei campi di battaglia francesi della prima guerra mondiale..
Gordesco continuò nei campi di addestramento e fu comandante della prima scuola acrobatica e per questo fu ricordato da Gabriele D'Annunzio nel discorso agli aviatori di Centocelle, il 9 luglio 1919 “Non c’è nessuno di voi che se ne ricordi? Il capitano Gordesco elegantissimamente istruisce a Cerveteri i giocolieri dell’aria”.
Dopo aver partecipato a operazioni contro i ribelli sul fronte libico e in seguito a un incarico di istruttore di volo alle Scuole di San Giusto e di Malpensa, nel 1916 partecipa alla Grande Guerra volando prima con la 75ª Squadriglia caccia e poi con l'80ª Squadriglia caccia. Di quest'ultima (equipaggiata con Nieuport XI) sarà comandante, distinguendosi sulla linea dell'Isonzo per il supporto fornito alle unità di terra. L'80ª perde cinque velivoli nel corso della ritirata di Caporetto.
Nell'estate successiva è trasferito a Furbara (RM), frazione di Cerveteri e sede di uno dei più antichi aeroporti d'Italia. È qui infatti che ha sede la Scuola di Acrobazia dove lo stesso Gordesco, nel giugno 1918, ricopre l'incarico di Capo Istruttore; fra i suoi allievi anche piloti americani in servizio sui fronti europei.

### Raid Roma Tokyo e la morte
Al termine della Grande Guerra è coinvolto nel 1920 da Gabriele D'Annunzio nel Raid Roma-Tokyo.
L’11 marzo 1920, giovedì, dall’aeroporto dell'Aeroporto di Centocelle decolla una squadriglia di 5 “Ansaldo S.V.A. 9”. Gli equipaggi sono composti da: pilota Tenente Giuseppe Grassa, con il Capitano Mario Gordesco comandante della squadriglia; pilota Capitano Umberto Re, con operatore cinemat. Bixio Alberini; pilota Capitano Ferruccio Ranza, con motorista Brigidi; pilota Tenente Amedeo Mecozzi con il Tenente Bruno Bilisco pilota di riserva; pilota Tenente Ferruccio Marzari con motorista Giuseppe Damonte.
La squadriglia deve incontrarsi a Calcutta con gli SVA del Ten. Arturo Ferrarin e Guido Masiero partiti dall’aeroporto di Centocelle sabato 14 febbraio alle ore 11.
Si trasferisce all'Aeroporto di Gioia del Colle al fine di studiare mappe, possibilità di volo, nuovi piani. Le condizioni atmosferiche sono pessime e non accennano a mutare: si mette in contatto con il capitano Pastore a Brindisi dove per cinque lunghi giorni rimane bloccato, poi la grande decisione: bisogna imporsi al tempo avverso: si vola ad Atene in condizioni proibitive: vento, temporali, nubi basse, pioggia.
Una volta atterrato Gordesco con la sua squadriglia impressiona perfino il Re Costantino I di Grecia, iniziano i festeggiamenti ma ben presto deve ripartire per la seconda tappa: non conosce pienamente le situazioni meteorologiche, si fida anche se gli organizzatori non sono in grado di riferire nulla da parte delle stazioni inglesi a Calcutta. C'è di più, gli arabi abbattono un aereo con i compagni Ferruccio Ranza e Marzari, Gordesco riesce a passare ma ai confini con la Persia, a Bushehr trova la morte: è il 13 aprile 1920. Dopo un mancato atterraggio, nella riattaccata irata l’aeroplano precipita distruggendosi nei pressi dell'ambasciata francese ai limiti della pista di atterraggio (l'agenzia Reuters riporta come data dell'accaduto l'11 aprile 1920, diversamente da altre fonti che riportano il 13 aprile 1920).
Arturo Ferrarin, unico pilota a completare il Raid Roma Tokio ricorda Mario Gordesco e Giuseppe Grassa: "A Buscir… una panne di motore… hanno sbattuto contro una casa… sono morti tutti e due… L'ufficiale di Tappa se n'è andato, e m'ha lasciato qui, solo col mio dolore. Non riesco a unire nel pensiero le due figure vive di Grassa e Gordesco, illuminate di sole precise nel mio ricordo, con quella gran casa triste di Buscir, senza provare un'impressione di strazio, come una lacerazione al cervello."
Periscono i due piloti Capitano Gordesco e tenente pilota Giuseppe Grassa. La salma fu sepolta da Ferruccio Ranza a Bushehr.
Il 15 aprile 1920 la rivista quindicinale AEROGAZZETTA, a chiusura di corposo articolo di prima pagina sul Cap. Gordesco, conclude:
“Sappiamo che per iniziativa di alcuni amici del compianto capitano Gordesco, sarà fatta alla Direzione Generale d’Aeronautica la proposta di intitolare “Mario Gordesco” il campo di Cerveteri che vide tutti i suoi ardimenti e l’opera meravigliosa infaticabile di istruttore e di comandante. Da parte nostra diamo completa ed entusiastica adesione”.
Nell’aprile 1922 la Regia Nave "Calabria", parte da Taranto per Yokohama, il suo reparto da sbarco va a prestare soccorso alla popolazione di Tokyo colpita da terremoto; al suo rientro, il 23 maggio 1924, di passaggio nel golfo Persico, recupera a Bushehr i corpi del Cap. Mario Ugo Gordesco e del Ten. Giuseppe Grassa riportati in Italia. Il 24 agosto vengono predisposti i funerali. La Giunta Municipale di Arcola e la popolazione tutta gli tributarono onori e trionfi. La piazza e la via lungo la quale si trova la casa paterna vengono chiamate con il suo nome.
Il Cap. Gordesco, a cento anni dalla sua morte, riposa nel cimitero di Baccano di Arcola in una cappella, fatta costruire, e forse dimenticata dall’Aeronautica Militare.